# Мынбаево
Мынбаево (каз. Мыңбаев) — село в Жамбылском районе Алматинской области Казахстана. Административный центр и единственный населённый пункт Мынбаевского сельского округа. Находится примерно в 13 км к северо-востоку от села Узынагаш. Код КАТО — 194257100.

## История
Основан как Казахский научно-исследовательский институт животноводства (КНИИЖ). Потом переименовали в КНИТИО (Казахский научно-исследовательский технологический институт овцеводства). Сейчас имеет название Мынбаево.

## Население
В 1999 году население села составляло 3201 человек (1611 мужчин и 1590 женщин). По данным переписи 2009 года в селе проживало 3305 человек (1649 мужчин и 1656 женщин).